# زورك
زورك (بالإنجليزية: Zork)‏ هي لعبة مغامرة نصية أصدرت لأول مرة في عام 1977. طَوَّرَ أربعة أعضاء من MDMG اللعبة وهم: تيم أندرسون، مارك بلانك، بروس دانيلز، وديف ليبلينج بين عامي 1977 و1979 للحاسوب المركزي ديجيتال إكوبمينت PDP-10. أسس الأربعة شركة أنفوكوم في عام 1979 وأطلقوا زورك كلعبة تجارية لأجهزة الحاسوب الشخصية، مقسمة بسبب حدود ذاكرة أجهزة الحواسيب الشخصية مقارنة بنظام الحواسيب المركزية. أُصدرت ثلاث مواسم من اللعبة، الجزء الأول سنة 1980، الجزء الثاني سنة 1981، والجزء الثالث سنة 1982. نُقلت اللعبة منذ ذلك الحين إلى العديد من الأنظمة.